# 2021 PH27
2021 PH27 è un asteroide near-Earth del gruppo Atira.
È stato scoperto il 13 agosto 2021 da Scott Sheppard utilizzando la Dark Energy Camera del telescopio Victor M. Blanco dell'osservatorio di Cerro Tololo.
2021 PH27 ha il semiasse maggiore più piccolo e il periodo orbitale più breve tra tutti gli asteroidi conosciuti al luglio del 2022, con una velocità al perielio di 106 km/s. Con una magnitudine assoluta di 17,7, si pensa che l'asteroide abbia un diametro maggiore di un chilometro.
2021 PH27 compie un giro completo intorno al Sole in poco meno di 115 giorni terrestri e l'unico corpo conosciuto ad avere un periodo di rivoluzione minore è Mercurio (88 giorni). Nonostante ciò, l'asteroide si avvicina molto più al Sole grazie alla sua orbita fortemente ellittica che gli permette di avvicinarsi a circa 20 milioni di km durante il perielio rispetto ai 46 milioni di km di Mercurio. Si stima che durante la sua massima vicinanza al Sole la temperatura in superficie raggiunga i 500 °C.

## Scoperta
2021 PH27 è stato scoperto dall'astronomo Scott Sheppard utilizzando il generatore di immagini DECam della Dark Energy Survey presso l'Osservatorio Cerro Tololo in Cile il 13 agosto 2021, due giorni dopo che l'asteroide aveva raggiunto l'afelio (la sua distanza più lontana dal Sole). Le osservazioni sono state compiute al crepuscolo per cercare corpi minori sconosciuti situati a basse elongazioni dal Sole. L'oggetto è stato scoperto quando era di magnitudine 19, con un'elongazione solare di 37° e una distanza dalla Terra di 1,3 unità astronomiche (190 000 000 chilometri). È stato quindi segnalato alla pagina di conferma degli oggetti near-Earth del Minor Planet Center con la designazione temporanea di v13aug1. Le successive osservazioni di controllo sono state condotte da vari osservatori tra cui quello di Las Campanas (304), Las Cumbres (K91), (W85), (W87) e (Q63), SONEAR (Y00) e iTelescope (Q62). L'oggetto è stato quindi designato provvisoriamente 2021 PH27 dal Minor Planet Center e la sua scoperta annunciata il 21 agosto 2021. Anche nell'aprile 2021, l'asteroide non è mai stato a più di 45° dal Sole.

## Parametri orbitali
2021 PH27 orbita attorno al Sole a una distanza compresa tra 0,13 e 0,79 au una volta ogni circa 4 mesi (114,6 giorni; semiasse maggiore 0,46 au). La sua orbita ha un'eccentricità di 0,71 e un'inclinazione di 32° rispetto all'eclittica. È classificato come NEO poiché la sua distanza al perielio è inferiore a 1,3 au. Inclusi nella categoria NEO sono anche gli asteroidi Atira, le cui orbite sono completamente confinate all'interno dell'orbita terrestre.
Al luglio del 2022, 2021 PH27 detiene il record del semiasse maggiore più piccolo (0,46 au) e il periodo orbitale più breve (114 giorni) di qualsiasi asteroide conosciuto, rimpiazzando 2019 LF6 e 594913 ꞌAylóꞌchaxnim (0,56 au, 151 giorni). In confronto, Mercurio ha un semiasse maggiore di 0,39 au e un periodo orbitale di 88 giorni. Essendo così vicino al Sole, al perielio l'asteroide si muove a 106 km/s.
È necessario un periodo di osservazione di oltre 4 anni per definire con relativa certezza i parametri orbitali dell'asteroide, divenuto inosservabile nell'ottobre 2021 a causa dell'approssimarsi alla congiunzione col Sole. Come molti altri asteroidi del gruppo Atira, è soggetto alla risonanza secolare di von Zeipel-Lidov-Kozai.